# Accessory
Gli Accessory sono un gruppo musicale synth pop/electro-industrial tedesco, formato da Dirk Steyer e Mike Koenigsberger.

## Storia
La loro storia inizia nel 1995, con il nome di "Voices of Darkness", fondati dal solo Dirk, a cui, poco dopo, si unisce Kay Resch; l'anno successivo, viene cambiato, definitivamente, il nome in “Accessory”. Nel 1997 realizzano un demo album (“Electronic Controlled Mind”) per una piccola etichetta, la “SD-IMAGE”. Nell'ottobre del 1999, Ivo Lottig entra, alle tastiere, a far parte del gruppo. Nella primavera del 2000, gli Accessory fanno un tour in Germania con gli And One. In questo periodo, Kay lascia il gruppo, per seguire un progetto solista, e gli subentra Jukka Sandeck. Con questa formazione, esce il primo vero album, “Jukka2147.de”, sotto l'etichetta Out of Line. Il successo dell'album, permette agli Accessory di andare in tour prima con i Terminal Choice e successivamente con gli Hocico. Dopo qualche mese dall'uscita dell'album “Titan” (maggio 2003), Jukka Sandeck lascia la band per motivi professionali. Nel 2005 esce “Forever & Beyond” e, dopo due anni, anche Ivo Lottig abbandona il progetto Accessory, in cui entra a far parte Mike Koenigsberger.

## Influenze
Tra le influenze degli Accessory, possiamo trovare Front 242, Nitzer Ebb, Time to Time, Kraftwerk, Leaether Strip, Schnitt 8, Die Krupps

## Discografia

### Album studio
- 2001 – Jukka2147.de (Out of Line)
- 2003 – Titan (Out of Line)
- 2005 – Forever & Beyond (Out of Line)
- 2008 – More Than Machinery (Out of Line)

### EP e singoli
- 2001 – Deadline (Out of Line)
- 2002 – ...And I Say "Go" (Out of Line)
- 2002 – I Say Go (Out of Line)
- 2007 – Holy Machine (Out of Line)

### Demo
- 1997 – Electronic Controlled Mind (SD-IMAGE)

### Live
- 2003 – Live./Hammer (Out of Line)

### Compilation
- 2005 – titolo compilation: Awake The Machines Vol. 5 – canzone: “Never (short version)“
- 2008 – titolo compilation: Synthetic Reign Volume One – canzone: “Heartattack“